# Nga tại Thế vận hội Mùa đông 2006
Nga tham dự Thế vận hội Mùa đông 2006 tại Torino, Ý. Nước này gửi tất cả 190 vận động viên để tham dự cả 15 bộ môn trong Thế vận hội Mùa đông. Nga là phần quan trọng của Liên Xô lúc khi nó đoạt nhiều huy chương vàng nhất trong các Thế vận hội Mùa đông 1956, 1960, 1964, 1972, 1976, 1980, và 1988. Trong Thế vận hội Mùa đông 1994, Nga nói riêng lên đầu bảng huy chương.
Dmitry Dorofeev, người trượt băng, cầm quốc kỳ trong lễ khai mạc.